# Дмитрієвський (хутір)
Дмитрієвський (рос. Дмитриевский; адиг. Дмитриевскэр) — хутір Кошехабльського району Адигеї Росії. Входить до складу Дмитрієвського сільського поселення.
Населення — 519 осіб (2015 рік).

## Вулиці
Усього 8 вулиць:
- Комсомольська
- Комсомольський провулок
- Молодіжна
- Нова
- Піонерська
- Радянська
- Степова
- Шосейна